# Девід Джекобс
Девід Генрі Джекобс (англ. David Henry Jacobs; нар. 30 травня 1888 — пом. 6 червня 1976) — британський легкоатлет, який спеціалізувався в бігу на короткі дистанції.

## Із життєпису
Олімпійський чемпіон-1912 в естафеті 4×100 метрів.
На Іграх-1912 також брав участь у бігу на 100 та 200 метрів, проте припинив змагання у кожній дисципліні на півфінальній стадії.

## Основні міжнародні виступи
| Рік  | Змагання         | Місто     | Місце | Дисципліна |
| ---- | ---------------- | --------- | ----- | ---------- |
| 1912 | Олімпійські ігри | Стокгольм | 3пф2  | 100 м      |
| 1912 | 1пф2             | 200 м     |       |            |
| 1912 | 1                | 4×100 м   |       |            |